# José Aurelio Gay
José Aurelio Gay López (nacido en Madrid, España, el 10 de diciembre de 1965) es un exfutbolista que jugaba como centrocampista. Como entrenador actualmente dirige al Club Guabirá de la Primera División de Bolivia.

## Biografía
Formado en el Real Madrid Castilla, jugó en varios equipos españoles, como el Real Zaragoza, el Real Oviedo o el Club Deportivo Toledo. Fue en el club castellano donde colgó las botas en 1999, convirtiéndose poco después en su entrenador, dando comienzo a su carrera como técnico. De este modo dirigió al Toledo en la temporada 2000-2001 consiguiendo clasificar al equipo para la fase de ascenso a Segunda División A, estando a punto de lograr ascender.
En junio de 2006 fue contratado como nuevo técnico del Lorca, pero acabó siendo despedido antes de terminar el año.
Tras dirigir al Real Zaragoza B durante unos meses, y tras la destitución del entrenador del primer equipo Marcelino García Toral, Gay toma las riendas del primer equipo, en primera instancia de manera interina y después confirmado hasta final de temporada. Ese año logró la permanencia en la penúltima jornada, logrando buenos resultados teniendo en cuenta que cogió al equipo en puestos de descenso y con una gran fractura en la afición y en los futbolistas.
En la temporada 2010-2011, con el Real Zaragoza como colista tras diez jornadas, José Aurelio Gay fue destituido como entrenador del conjunto aragonés, siendo sustituido por Javier Aguirre.
En diciembre de 2012, se convierte en nuevo entrenador del Racing de Santander. Sin embargo, abandonó el banquillo racinguista en marzo de 2013 después de once partidos al frente del equipo, con un balance de cuatro victorias, un empate y seis derrotas.
Después del salto de José Manuel Díaz al Real Madrid Casilla en noviembre de 2013, José Aurelio Gay ocupó su vacante al frente del Real Madrid C. En junio de 2015, el tercer equipo madridista desaparece, por lo que Gay se quedó sin trabajo.
El 8 de junio de 2019, se convirtió en el nuevo técnico del R. C. D. Espanyol "B".
El 26 de diciembre de 2022, firma por el Vaca Diez de la Primera División de Bolivia.
El 2 de junio de 2023, firma por el Club Guabirá de la Primera División de Bolivia.

## Clubes

### Como jugador
| Club                 | País   | Año       |
| -------------------- | ------ | --------- |
| Real Madrid Castilla | España | 1984-1988 |
| RCD Español          | España | 1988-1991 |
| Real Zaragoza        | España | 1991-1996 |
| Real Oviedo          | España | 1996-1997 |
| Toledo               | España | 1997-1999 |

### Como entrenador
| Club                   | País    | Año             |
| ---------------------- | ------- | --------------- |
| Toledo                 | España  | 2000-2001       |
| Real Madrid "C"        | España  | 2001-2002       |
| Pontevedra             | España  | 2002-2004       |
| Real Jaén              | España  | 2005-2006       |
| Lorca                  | España  | 2006            |
| Fuenlabrada            | España  | 2007-2008       |
| Pontevedra             | España  | 2008-2009       |
| Real Zaragoza "B"      | España  | 2009            |
| Real Zaragoza          | España  | 2009-2010       |
| Racing de Santander    | España  | 2012-2013       |
| Real Madrid "C"        | España  | 2013-2015       |
| C.D. Palencia Balompié | España  | 2016-2017       |
| R.C.D. Español "B"     | España  | 2019-2021       |
| Vaca Díez              | Bolivia | 2023            |
| Guabirá                | Bolivia | 2023-Actualidad |